# Masoud Mosadeghpour
Masoud Mosadeghpour (persisch مسعود مصدق‌پور; * 1997 in Maschhad) ist ein iranischer Schachspieler.
Im Jahre 2015 bei der U18-Jugendweltmeisterschaft in Porto Carras wurde er Erster. Er spielte für den Iran bei der Schacholympiade 2018 in Batumi.
Im Jahre 2015 wurde ihm der Titel Internationaler Meister (IM) verliehen, 2017 der Titel Großmeister (GM).
| Hier fehlt eine Grafik, die leider im Moment aus technischen Gründen nicht angezeigt werden kann. Wir arbeiten daran! |